# 가온그룹
가온그룹(KAON Group)은 2001년 5월 11일 설립되어 2005년 7월 주식 시장에 상장했다. 세계 전역을 대상으로 AI 기반 OTT 사업을 영위하는 통합 솔루션 기업이다. 자회사를 통해 네트워크 솔루션, 로봇 통합 플랫폼, XR 솔루션 사업을 추진하고 있다.

## 개요
가온그룹은 국내 AI 관련 단말시장 점유율 1위 기업으로, 세계 최초로 안드로이드 기반 단말, 4K IPTV, AI 단말을 개발해 런칭했다. 전세계 90개 국 150여개 방송통신사업자 네트워크를 보유하고 있으며, 전체 실적 중 수출 비중이 70~80%를 차지하는 글로벌 기업이다. 자회사 네트워크 솔루션 전문기업 가온브로드밴드와 XR, 로봇 솔루션 기업 케이퓨처테크를 보유하고 있다.

## 연혁
- 2001년 5월 11일: 가온미디어(주)설립
- 2001년: 중소기업청 벤처기업인증
- 2005년: 코스닥 상장
- 2007년: 독일법인 설립
- 2007년: 두바이 합작법인 KME 설립
- 2007년: 인도법인 설립
- 2008년: 성남시 분당구 야탑동 신사옥 입주
- 2010년: 러시아 지사 설립
- 2013년: 브라질법인 설립
- 2020년: 가온브로드밴드 및 모비케이 설립
- 2021년: 케이퓨처테크 설립
- 2023년: 사명 변경